# Prinsesse Maries Hjem for gamle Sømænd og Sømænds Enker
Prinsesse Maries Hjem for gamle Sømænd og Sømænds Enker (indtil 1912: Sømandshjemmet) er en stiftelse på Christianshavn. Den blev i 1912 navngivet efter prinsesse Marie af Orléans.
Stiftelsen blev oprettet 1876 af Sømandsforeningen af 1856. Den ældste fløj på Christianshavns Kanal 8-10/Wildersgade 68-70/Bådsmandsstræde 9-17 blev opført 1878 i 5 etager efter tegninger af Johan Schrøder og fremstår i gule mursten og med et hjørnetårn med franskinspireret tårntag. I 1921 blev der opført en større tilbygning (Christianshavns Kanal 12/Overgaden neden Vandet 53) ved Olaf Schmidth i 5 etager i røde mursten med rødt mansardtag i en nybarok stil. Hele komplekset har høj bevaringsværdi.
I 1995 påbegyndte Fonden for Sømandsboliger en modernisering af ejendommen. I årene 1995-1999 blev den ældre fløj forsynet med et nyt tag af fransk naturskifer, ejendommens spir blev ført tilbage til sit oprindelige udseende og der blev installeret badeværelser i alle lejligheder i den nye del.
2007-08 blev hele komplekset byfornyet, brandfarlige korridorer blev nedlagt og lejligheder slået sammen. Ejendommen rummer nu 75 lejligheder.